# Infrastruktur-Netzwerk
Bei einem Infrastruktur-Netz handelt es sich um ein Wireless LAN, bei dem die Kommunikation der einzelnen Endgeräte (Clients) über einen zentralen Knotenpunkt (Access Point) ermöglicht wird. Die Clients müssen sich jeweils mit ihrer MAC-Adresse am Knoten anmelden.
Der Access Point kann dabei auch Vermittler in ein weiteres (auch drahtgebundenes) Netz sein.
Ein Infrastruktur-Netzwerk erfordert mehr Planung als ein Ad-hoc-Netz.

## 802.11 WLAN-Geräte
Details zu Infrastruktur-Netzen mit Wireless-LAN-Geräten sind unter Wireless Access Point und den Standards 802.11 des IEEE beschrieben.